# رمانتیک (فیلم)
«رمانتیک» (انگلیسی: The Romantic (film)) فیلمی در ژانر ترسناک و اکشن است که در سال ۲۰۰۹ منتشر شد.